# Varzim SC
Varzim Sport Clube is een op 25 december 1915 opgerichte sportclub uit Póvoa de Varzim, Portugal. De thuiswedstrijden worden in het Estádio do Varzim SC gespeeld, dat plaats biedt aan 7.280 toeschouwers. De clubkleuren zijn zwart-wit.

## Geschiedenis
De club promoveerde zes keer naar de Primeira Liga (de hoogste divisie) waarin het in totaal 21 seizoenen uitkwam. De acht seizoenen van 1963/64-1970/71 was de langste aaneengesloten periode. Hierna werd van 1976/77-1980/81, 1982/83-1984/85, 1986/87-1987/88, in 1997/98 en van 2001/02-2002/03 op het hoogste niveau gespeeld.
In het seizoen 2010/11 degradeerde de club uit de Liga de Honra (het tweede niveau) naar de Segunda Divisão.

## Eindklasseringen
| Seizoen   | №  | Clubs | Divisie                 | Duels | Winst | Gelijk | Verlies | Doelsaldo | Punten | Tsch  |
| --------- | -- | ----- | ----------------------- | ----- | ----- | ------ | ------- | --------- | ------ | ----- |
| 2001–2002 | 15 | 18    | Primeira Liga           | 34    | 8     | 8      | 18      | 27–55     | 32     | 4.441 |
| 2002–2003 | 16 | 18    | Primeira Liga           | 34    | 10    | 6      | 18      | 38–51     | 36     | 3.353 |
| 2003–2004 | 4  | 18    | Segunda Liga            | 34    | 16    | 10     | 8       | 44–36     | 58     | ??    |
| 2004–2005 | 10 | 18    | Segunda Liga            | 34    | 11    | 10     | 13      | 37–42     | 43     | ??    |
| 2005–2006 | 4  | 18    | Segunda Liga            | 34    | 13    | 13     | 8       | 47–39     | 52     | ??    |
| 2006–2007 | 7  | 16    | Segunda Liga            | 30    | 12    | 8      | 10      | 34–37     | 44     | ??    |
| 2007–2008 | 9  | 16    | Segunda Liga            | 30    | 9     | 11     | 10      | 29–27     | 38     | 1.673 |
| 2008–2009 | 8  | 16    | Segunda Liga            | 30    | 11    | 6      | 13      | 29–35     | 39     | 1.537 |
| 2009–2010 | 13 | 16    | Segunda Liga            | 30    | 6     | 13     | 11      | 25–38     | 31     | 1.320 |
| 2010–2011 | 15 | 16    | Segunda Liga            | 30    | 6     | 13     | 11      | 38–47     | 31     | 1.769 |
| 2011–2012 | 1  | 16    | Segunda Divisão (Norte) | 30    | 20    | 8      | 2       | 48–12     | 68     | ??    |
| 2012–2013 | 8  | 16    | Segunda Divisão (Norte) | 30    | 8     | 16     | 6       | 31–26     | 40     | ??    |
| 2015–2016 | 9  | 24    | Segunda Liga            | 46    | 17    | 14     | 15      | 51–48     | 65     | 1.265 |

## Bekende (oud-)spelers
- Bruno Alves
- Geraldo Alves
- Walter Ferreira
- Hélder Postiga
- Luís Carlos Novo Neto

### Internationals
De navolgende Europese voetballers kwamen tot op heden als speler van Varzim SC uit voor een vertegenwoordigend A-elftal.
| Naam             | Van        | Tot        | Totaal | Nationaal elftal |
| ---------------- | ---------- | ---------- | ------ | ---------------- |
| Fonseca          | 17.11.1976 | 17.11.1976 | 1      | Portugal         |
| Nélson Fernandes | 06.04.1969 | 06.04.1969 | 1      | Portugal         |
| Eduardo Lúcio    | 05.12.1987 | 05.12.1987 | 1      | Portugal         |
| Jorge Ribeiro    | 20.11.2002 | 20.11.2002 | 1      | Portugal         |
| Rui Barros       | 29.03.1987 | 29.03.1987 | 1      | Portugal         |

Groep A · Amarante · Anadia · Braga B · Fafe · Lusitânia · Sanjoanense · São João de Ver · Trofense · Varzim · Vilaverdense

Groep B · 1.º Dezembro · Académica Coimbra · Atlético Clube de Portugal · Belenenses · Caldas · Covilhã · Lusitânia · Oliveira do Hospital · Santarém · Sporting B